# BMW C evolution
Le BMW C evolution est un scooter électrique fabriqué par BMW, sorti en 2014.

## Présentation
Il s'agit du troisième maxi-scooter produit par BMW, après les bicylindres C 600 Sport et C 650 GT apparus en 2012. Il présente une configuration de gros scooter, avec un moteur électrique développant une puissance maximale de 35 kW, alimenté par des batteries lithium-ion d'une capacité de 8 kWh. La puissance continue vaut 11 kW (15 ch), qui équivaut à celle d'un deux-roues de 125 cm3 ; il est ainsi accessible aux possesseurs du permis A1.
Une deuxième version (« Long Range ») est sortie en 2017, qui équivaut à un deux-roues de 300 cm3 (puissance de 35 kW), cette version est accessible avec le permis A2. Elle a une meilleure autonomie que la version précédente.
Un temps de charge de deux heures et quinze minutes suffit pour recharger ses batteries à 80 % (au moyen d'une prise 220 V, 16 A).
Le C evolution propose quatre modes de conduite, une marche arrière et un antipatinage.
Le système de récupération d'énergie, inédit sur un deux-roues, est relié au frein moteur et au freinage ABS. Ce dernier est disponible en série.

## Spécifications
| C evolution                                 | C evolution                | C evolution Long Range      |
| ------------------------------------------- | -------------------------- | --------------------------- |
| Puissance nominale                          | 11 kW (15 ch) → permis A1  | 19 kW (25,8 ch) → permis A2 |
| Puissance maximale                          | 35 kW (~48 ch)             | 35 kW (~48 ch)              |
| Couple maximal                              | 72 N m de 0 à 4 500 tr/min | 72 N m de 0 à 4 500 tr/min  |
| Accélération de 0 à 50 km/h                 | ~2,7 s                     | ~2,7 s                      |
| Accélération de 0 à 100 km/h                | ~6,2 s                     | ~6,2 s                      |
| Vitesse maximale (limitée électroniquement) | 120 km/h                   | 129 km/h                    |
| Autonomie moyenne en milieu urbain          | 100 km                     | 160 km                      |